# Thailändsk kalender

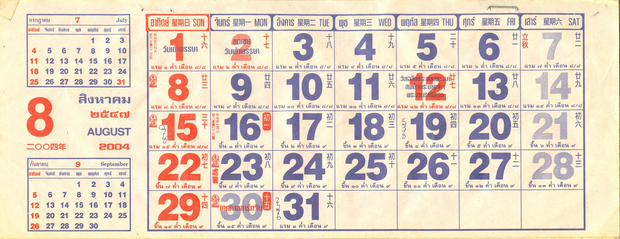
Thailändsk kalender med både västerländsk och thailändsk tideräkning.

Den thailändska solkalendern (thai: ปฏิทินสุริยคติ, patitin suriyakati) är en variant av den buddhistiska lunisolarkalendern, och används jämte den gregorianska kalendern i Thailand. Det är landets officiella kalendersystem sedan 1888. Tidigare användes den thailändska månkalendern  (thai: ปฏิทินจันทรคติ, patitin chantarakati).
År 2025 i den gregorianska kalendern motsvarar 2568 i den thailändska, men 2569 i den traditionella buddhistiska. De tolv månaderna delas in på samma sätt i den thailländska solkalendern som i den gregorianska kalendern.
Sedan 1941 infaller det thailändska nyåret den 1 januari (tidigare den 31 mars). Det betyder att år 1941 (2484 i den thailändska kalendern) bara hade nio månader.